# Britannia (Schiff, 1778)
Die Britannia, auch HMS Britannia, war ein 100-Kanonen-Linienschiff 1. Ranges der britischen Marine, das zwischen 1778 und 1825 in Dienst stand.

## Geschichte

### Bau
Das am 28. März 1751 bestellte Schiff wurde am 1. Juli 1751, nach der Konfiguration des 1745 Establishment in der Marinewerft von Portsmouth und unter der Bauaufsicht des Schiffbaumeisters Thomas Bucknall auf Kiel gelegt. Der Stapellauf erfolgte am 19. Oktober 1762.
Das mit Baukosten von 41.729 Pfund, 7 Schilling und 1 Pence (siehe Pfund Sterling) zu Buche schlagende Schiff war, neben der Royal George (1756, 100 Kanonen), Cambridge (1755, 80 Kanonen) und Princess Amelia (1757, 80 Kanonen), einer von vier Dreideckern, die im Rahmen des 1745 Establishment für die Royal Navy gebaut wurden.

### Einsatzgeschichte
Nach ihrem Stapellauf wurde die Britannia nicht ausgerüstet und in Dienst gestellt, da der britische Präliminarfrieden mit Frankreich vom 23. September 1762 für Großbritannien faktisch das Ende des Siebenjährigen Krieges bedeutete, sondern stattdessen aufgelegt. Dies war notwendig da der Unterhalt und die Bemannung dieser großen Kriegsschiff in Friedenszeiten zu viele Ressourcen der britischen Marine gebunden hätte. Siehe zum Beispiel auch die Victory (1765, 100 Kanonen) oder London (1766, 90 Kanonen).
In Folge des Amerikanischen Unabhängigkeitskrieges wurde die Britannia ab Juni 1778 ausgerüstet, am 27. August 1778 unter dem Kommando von Captain John Moutray offiziell in Dienst gestellt und war ab April 1779 einsatzbereit. Die Kosten hierfür betrugen 15.597 Pfund und 16 Schilling. Anschließend diente sie bis Juni 1779 als Flaggschiff von Vice-Admiral George Darby und später Rear-Admiral Sir John Lockhart-Ross. Im Januar 1780 wurde der Rumpf im Portsmouth Dockyard zum Schutz gegen Bewuchs mit Kupferblech beschlagen. Im Dezember 1781, wieder Flaggschiff von Vice-Admiral Darby, war sie vor der französischen Atlantikküste an einem Angriff auf einen großen französischen Geleitzug und dessen Sicherung beteiligt (Zweite Schlacht von Quessant) und im Oktober 1782 in der Schlacht am Kap Spartel gegen eine spanisch-französische Flotte. Nach Ende des amerikanischen Unabhängigkeitskrieges wurde sie wiederum aufgelegt, da sie nicht benötigt wurde.
Zwischen September und November 1790 wurde das Schiff für 35.573 Pfund im Portsmouth Dockyard überholt und ab Januar 1793 für den Einsatz gegen Frankreich im Rahmen des Ersten Koalitionskrieges in Dienst gestellt. Anschließend diente die Britannia bis Januar 1796 als Flaggschiff von Vice-Admiral William Hotham und nahm in dieser Funktion 1795 an den Seeschlachten von Genua und bei den Hyerischen Inseln teil. Hierauf folgte dieselbe Funktion für die Vizeamirale Sir Hyde Parker (1796) und Sir Charles Thompson (1797), wobei sie im Februar 1797 an der Seeschlacht bei Kap St. Vincent gegen die Spanier beteiligt war.
Während der Schlacht von Trafalgar hatte sie Konteradmiral William Carnegie an Bord. In der Schlacht wurden 10 Mann der Besatzung getötet und 42 verwundet. Nach der Schlacht versah das Schiff Wachdienst im Hamoaze bei Plymouth bis 1806. Am 6. Januar 1812 wurde das Schiff in Princess Royal umbenannt und dann am 18. Januar 1812 in Saint George. Eine weitere Umbenennung erfolgte am 2. Juni 1819 in Barfleur. Im Februar 1825 wurde es in Plymouth abgebrochen.

## Technische Beschreibung

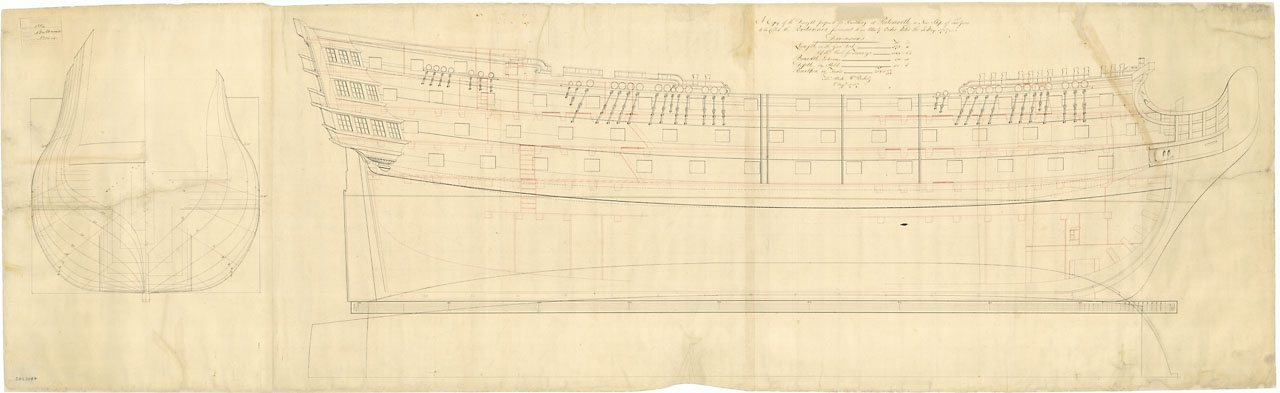
Risszeichnung der Britannia

Die Britannia war als Batterieschiff mit drei durchgehenden Geschützdecks konzipiert und hatte eine Länge von 54,25 Metern (Geschützdeck) bzw. 44,26 Metern (Kiel), eine Breite von 15,86 Meter und einen Tiefgang von 5,51 Metern. Sie war ein Rahsegler mit drei Masten (Fockmast, Großmast und Kreuzmast). Der Rumpf schloss im Heckbereich mit einem Heckspiegel, in den drei Galerien integriert waren, die in die seitlich angebrachten Seitengalerien mündeten.
Die Bewaffnung bestand bei Indienststellung aus 100 Kanonen, die sich in Anzahl und Kaliber aber im Laufe ihrer Dienstzeit änderte.
|      | Unteres Batteriedeck    | Mittleres Batteriedeck  | Oberes Batteriedeck     | Backdeck                                        | Achterdeck                                       | Kanonen (Geschossgewicht) |
| ---- | ----------------------- | ----------------------- | ----------------------- | ----------------------------------------------- | ------------------------------------------------ | ------------------------- |
| 1778 | 28 × 42-Pfünder-Kanonen | 28 × 24-Pfünder-Kanonen | 28 × 12-Pfünder-Kanonen | 4 × 6-Pfünder-Kanonen                           | 12 × 6-Pfünder-Kanonen                           | 100 Kanonen (517 kg)      |
| 1790 | 28 × 42-Pfünder-Kanonen | 28 × 24-Pfünder-Kanonen | 28 × 12-Pfünder-Kanonen | 2 × 6-Pfünder-Kanonen 2 × 32-Pfünder-Karronaden | 2 × 6-Pfünder-Kanonen 10 × 32-Pfünder-Karronaden | 100 Geschütze (561 kg)    |

## Besatzung
Die Besatzung hatte eine Stärke von 850 Mann (Offiziere und Unteroffiziere bzw. Mannschaften)..

### Liste der Kommandanten
| Name                              | Beginn der Amtszeit | Ende der Amtszeit  |
| --------------------------------- | ------------------- | ------------------ |
| Captain John Moutray              | 27. August 1778     | 22. März 1779      |
| Captain Charles Morice Pole       | 22. März 1779       | 7. Juni 1780       |
| Captain Thomas Allen              | 7. Juni 1780        | 26. August 1780    |
| Captain James Bradby              | 26. August 1780     | 2. April 1782      |
| First Captain Richard Kempenfelt  | 8. September 1780   | 26. September 1780 |
| First Captain Joseph Peyton       | 11. September 1781  | 13. März 1783      |
| Captain Benjamin Hill             | 2. März 1782        | 13. März 1783      |
| außer Dienst bzw. aufgelegt       |                     |                    |
| Acting Captain John Doling        | Oktober 1790        | November 1790      |
| Captain John Holloway             | 18. Januar 1791     | 9. September 1791  |
| Captain John Holloway             | 8. Januar 1793      | Juli 1795          |
| Captain Shuldham Peard            | August 1795         | Januar 1796        |
| Captain Thomas Foley              | Januar 1796         | März 1797          |
| Captain Sir Charles Henry Knowles | März 1797           | Juni 1797          |
| Captain Edward Marsh              | Juni 1797           | Februar 1798       |
| außer Dienst bzw. aufgelegt       |                     |                    |
| Captain Edward Kittoe             | April 1803          | Juni 1803          |
| Captain Lord William Carnegie     | Juni 1803           | 23. April 1804     |
| Captain Thomas George Shortland   | Mai 1804            | Juni 1804          |
| Captain Charles Bullen            | 8. Mai 1804         | Juni 1806          |
| Lieutenant John Cawkit            | 1814                | März 1815          |
| Captain James Nash                | März 1815           | Dezember 1815      |
| Captain Henry Sheen               | Februar 1823        | 14. September 1823 |
| Captain Henry William Bruce       | Oktober 1823        | April 1824         |

## Bemerkungen
1. ↑  Als 1745 Establishment wird eine Richtlinie für Bewaffnung und  Abmessungen von Schiffen bezeichnet, die für die Royal Navy zwischen 1747 und 1766 gebaut wurden.